# Dwór w Trześniowie
Dwór w Trześniowie – staropolski dwór znajdujący się we wsi Trześniów w województwie podkarpackim. Powstał w pierwszej połowie XIX wieku, na miejscu wcześniejszej rezydencji starostów.
Stanowił on wówczas główny element siedliska dworskiego oddzielonego stawami i parkiem od folwarku.
Rafał Kołłątaj (1750–1833), starszy brat Hugona i młodszy Jana, otrzymał tytuł starosty trześniowskiego po poślubieniu w 1772 roku Józefy z Grabińskich Tarłowej, kasztelanki sanockiej. Obaj Kołłątajowie – Rafał i Jan wspomagali księdza Hugona w jego nowatorskich działaniach społeczno-politycznych. Na polecenie brata księdza Hugona załatwiał różne sprawy, przez co zaliczany był do grona osób z kręgu Kuźnicy Kołłątajowskiej. Był członkiem Zgromadzenia Przyjaciół Konstytucji Rządowej. Kilkakrotnie towarzyszył również w podróżach z Polski do Włoch Tadeuszowi Kościuszce, odwiedzając zapewne po drodze swą posiadłość w Trześniowie na Podkarpaciu. Miał on jedynie córkę Marię, która po pierwszym mężu nazywała się Wężykowa. Drugim jej małżonkiem był Józef Sikorski.
W 2. połowie XIX wieku zapisała ona majątek ziemski w Trześniowie na rzecz „Zakładu dla Ciemnych” we Lwowie. Lwowska Fundacja im. Sikorskich, opiekująca się ociemniałymi dziećmi istniała do końca II wojny światowej. W latach 1921–1947 w trześniowskim dworze mieszkali Feliks i Zofia z Dukietów Sokulscy, z synem Stanisławem i córką Marią. Feliks Sokulski w imieniu Fundacji Sikorskich zarządzał majątkiem ziemskim w Trześniowie.
Po II wojnie światowej dwór był użytkowany przez Państwowe Gospodarstwo Rolne w Trześniowie. W drugiej połowie lat 70. i w latach 80. XX wieku kompleks dworsko-folwarczny wraz z parkiem użytkowany był przez Państwowy Ośrodek Hodowli Zarodowej. Po likwidacji zakładu całym kompleksem dysponowała Agencja Własności Rolnej Skarbu Państwa. 28 sierpnia 1996 roku w wyniku pożaru całkowitemu zniszczeniu uległ dach dworu i ganek główny. Rekonstrukcja zniszczonych partii dworu wraz z adaptacją wnętrz na cele mieszkalne zrealizowana została w latach 1997–2002.

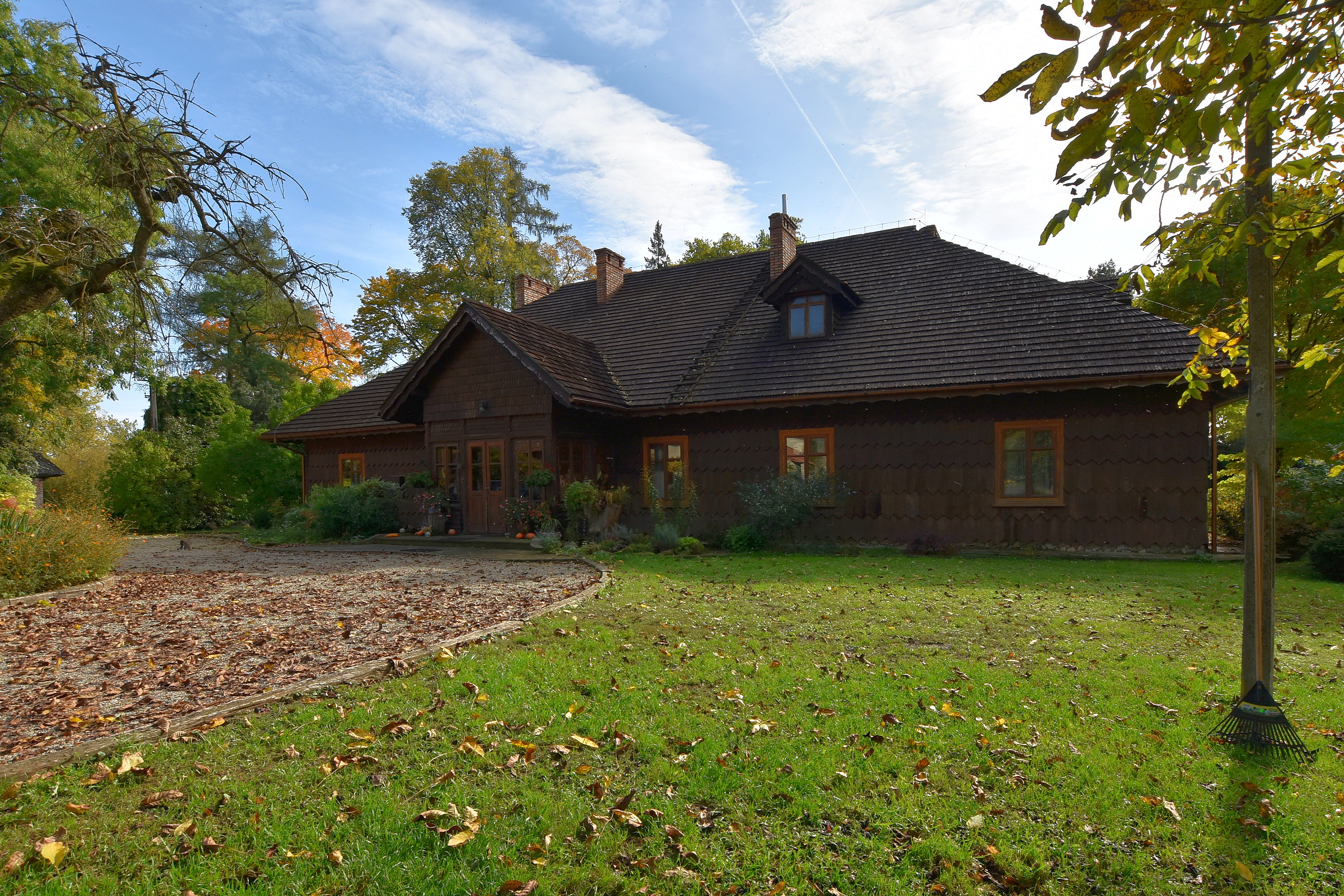
Elewacja frontowa
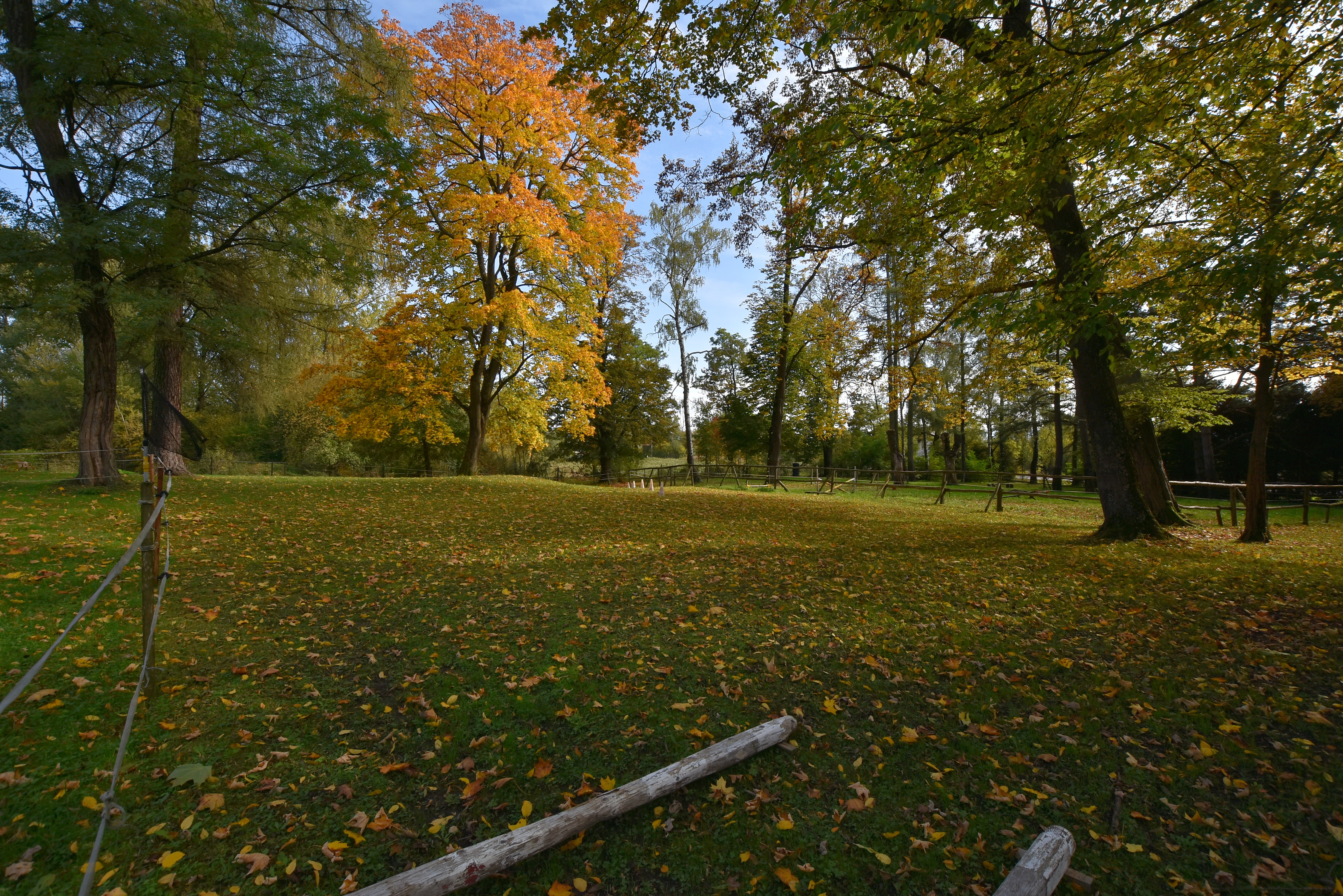
Park
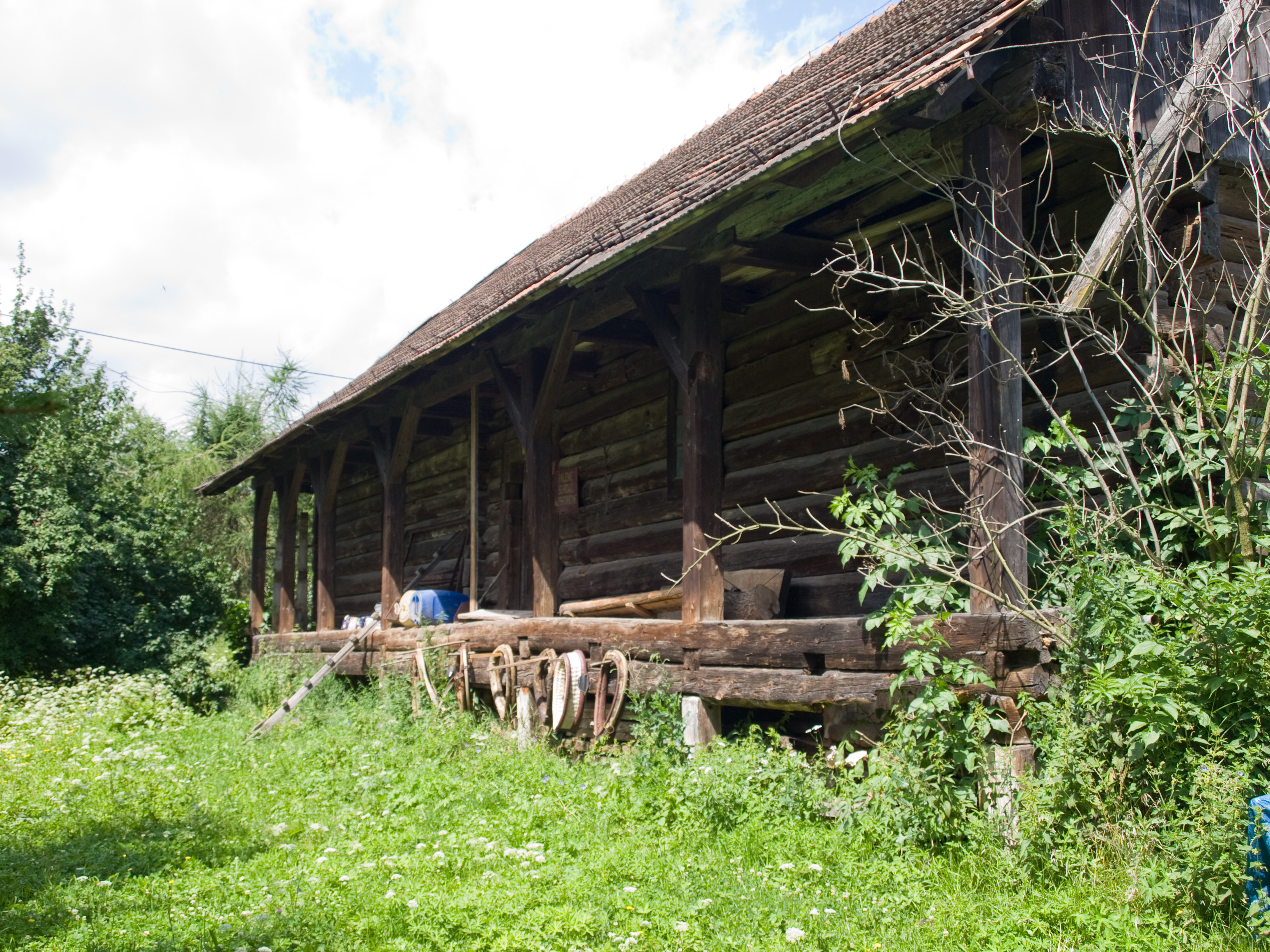
Budynek gospodarczy